# Límits dels continents
Els límits dels continents de la Terra són en general una qüestió de convenció geogràfica per marcar les fronteres entre els continents que estan units per terra formant part d'una mateixa entitat o supercontinent. Aquests límits es defineixen atenent diferents criteris geogràfics, culturals i polítics, i s'usen diverses convencions. Hi ha set continents, però en podrien ser quatre si Amèrica i Eurafrasia es consideren cadascú un sol continent. Segons la definició d'un continent en sentit estricte, una illa no pot formar part de cap continent, però per convenció i en la pràctica, la majoria de les illes principals s'associen a un continent.
Hi ha tres límits terrestres entre continents subjectes a definició: entre Europa i Àsia -dividint Euràsia-, entre Àsia i Àfrica -dividint Eurafrasia a Àfrica i Euràsia-, i entre Amèrica del Nord i Amèrica del Sud -dividint Amèrica-. Els límits restants es refereixen a associacions d'illes i arxipèlags amb continents.

## Límit entre Àsia i Europa
La naturalesa de les fronteres entre Europa i Àsia és més una qüestió sociopolítica que geogràfica, perquè no hi ha un oceà o canal que els separe. Molts geògrafs sostenen que Europa i Àsia comparteixen moltes característiques geogràfiques comunes i que formen part d'un únic continent, Euràsia. Tot i que Europa es considera una entitat geogràfica, ho és com una superpenínsula de l'Àsia continental, tal com ho és, per exemple, el subcontinent indi, que fins i tot descansa sobre una placa tectònica diferent a la de la resta d'Euràsia.

### Història
- La línia vermella mostra la convenció moderna seguint la divisòria del Gran Caucas, el riu Ural i la serralada dels Urals. Aquesta ha sigut la principal convenció des de 1850.
- La línia A hi mostra una alternativa moderna il·lustrada per exemple, per Beach and McMurry (1914). La convenció segueix els rius Don i Manych, situant la governació de la Caucàsia russa a Àsia.

- La línia B segueix el riu Don fins a Volgograd (continuant en D o C, depenent de la convenció).
- La línia C segueix el Volga des de Volgograd fins a Samara, continuant en E o F, segons la convenció.
- La línia D segueix el Don fins a passat Volgograd, tallant al nord per terra fins a Archangelsk, romanent a l'oest del Volga. Aquest conveni es troba en el primer atles oficial de l'Imperi rus, publicat el 1745.
- La línia E segueix el Volga fins a la corba de Samara, i després talla cap al nord-oest fins al Dvina septentrional, i acaba a Arkhangelsk. Aquesta convenció fou utilitzada per Christoph Weigel en el seu mapa d'Àsia Vetus, publicat l'any 1719.
- La línia F deixa el Volga en la corba de Samara, talla fins al Baix Irtysh i el riu Ob. La utilitzà Johann Baptist Homann en el seu Recentissima Asiae Delineatio, publicat al 1730.
- Les línies G i H: John Cary en el seu New Map of America (1806) segueix el Don i el Volga (B, C, F), però després talla pels Urals al sud de Perm (G) i deixa la conca de l'Ural, i la costa de l'oceà Àrtic a l'oest de la península de Yugorsky (H).

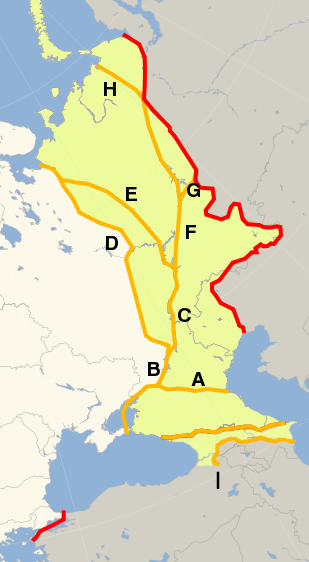
Europa
Àsia
Groc: Territoris que històricament s'assignaren tant a Europa com a Àsia des de ca. 1850.
Convencions històriques de la frontera entre Europa i Àsia, a partir dels mapes publicats entre 1700 i 1920 (noteu que els mapes d'abans de finals del s. XVI no poden mostrar una clara delimitació de la zona nord de la frontera, com l'oceà Àrtic (Nova Terra, el mar de Kara, etc.) ja que no era coneguda pels cartògrafs).
- La línia vermella mostra la convenció moderna seguint la divisòria del Gran Caucas, el riu Ural i la serralada dels Urals. Aquesta ha sigut la principal convenció des de 1850.
- La línia A hi mostra una alternativa moderna il·lustrada per exemple, per Beach and McMurry (1914). La convenció segueix els rius Don i Manych, situant la governació de la Caucàsia russa a Àsia.
Altres convencions històriques, que ja no s'usen, es mostren d'aquesta manera:
- La línia B segueix el riu Don fins a Volgograd (continuant en D o C, depenent de la convenció).
- La línia C segueix el Volga des de Volgograd fins a Samara, continuant en E o F, segons la convenció.
- La línia D segueix el Don fins a passat Volgograd, tallant al nord per terra fins a Archangelsk, romanent a l'oest del Volga. Aquest conveni es troba en el primer atles oficial de l'Imperi rus, publicat el 1745.
- La línia E segueix el Volga fins a la corba de Samara, i després talla cap al nord-oest fins al Dvina septentrional, i acaba a Arkhangelsk. Aquesta convenció fou utilitzada per Christoph Weigel en el seu mapa dÀsia Vetus, publicat l'any 1719.
- La línia F deixa el Volga en la corba de Samara, talla fins al Baix Irtysh i el riu Ob. La utilitzà Johann Baptist Homann en el seu Recentissima Asiae Delineatio, publicat al 1730.
- Les línies G i H: John Cary en el seu New Map of America (1806) segueix el Don i el Volga (B, C, F), però després talla pels Urals al sud de Perm (G) i deixa la conca de l'Ural, i la costa de l'oceà Àrtic a l'oest de la península de Yugorsky (H).

La frontera entre Europa i Àsia és inusual entre les fronteres continentals per les seues característiques en gran part fixades en muntanyes i rius al nord i a l'est de la mar Negra. La raó és històrica, la divisió d'Europa i Àsia es remunta al s. VI ae amb els primers geògrafs grecs com Anaximandre i Hecateu de Milet, que feren la triple divisió del Vell Món a Europa, Àsia i Àfrica. En el sentit modern del terme continent, Euràsia s'identifica més fàcilment com un continent, i a voltes s'ha descrit Europa com un subcontinent d'Euràsia.
La frontera oriental d'Europa ha anat canviant des de l'antiguitat. Anaximandre posà el límit entre Àsia i Europa al llarg del riu Phasis (ara Rioni) al Caucas, una convenció encara seguida per Heròdot al s. V, que considerava que Europa s'estenia fins al Pacífic, sent tan allargada (i molt més gran) que Àfrica i Àsia juntes. Quan el coneixement geogràfic dels grecs augmentà durant el període hel·lenístic, aquesta arcaica convenció fou revisada i el límit entre Europa i Àsia es considerà el riu Tànais (el riu Don). Aquesta fou la convenció usada pels autors de l'època romana, com Posidoni, Estrabó i Ptolemeu.
Al llarg de l'edat mitjana i fins al s. XVIII, la tradicional divisió de la massa terrestre d'Euràsia en dos continents, Europa i Àsia, va seguir amb Ptolemeu, establint el límit en la mar Egea, els Dardanels, la mar de Màrmara, el Bòsfor, la mar Negra, l'estret de Kerch, la mar de Azov i el riu Don. Però els mapes produïts des del s. XVI al XVIII diferiren en la forma de continuar la frontera més enllà de la corba de Do a Kalatx-na-Donú (on és més prop del Volga, ara units pel canal Volga-Don), en territori no descrit detalladament pels geògrafs antics. Philip Johan von Strahlenberg, al 1725, fou el primer a apartar-se de la clàssica frontera del Don dibuixant la línia més al sud, al llarg de la depressió del Kumà-Mànitx. L'atles de 1745 publicat per l'Imperi rus té la frontera seguint el Don més enllà de Kalach fins a Serafimóvitx, abans de tallar en direcció nord cap a Arkhàngelsk, mentre que altres cartògrafs del s. xviii i xix, com John Cary, n'establiren el límit des de Kalach fins al Volga, que després seguiren fins a la corba de Samara.
Al s. XVIII se suggerí que els Urals marcaren el límit al nord de la corba de Samara, però els cartògrafs continuaren diferint en el límit entre el baix Don i el Samara fins ben entrat el s. XIX. A mitjan XIX, ja hi havia consens sobre que Europa acaba en la mar Egea, la mar Negra, la mar Càspia i els Urals, encara que les fronteres entre els tres últims eren una mica incertes; per exemple, la divisòria que s'estén des dels Urals a la mar Negra la definiren alguns geògrafs i autoritats usant com a límits pel riu Don, la depressió del Kumà-Mànitx, el Caucas, la frontera russa o el riu Rioni. N'hi havia tres convencions principals:
- una, que seguia el riu Don, el canal Volga-Don i el riu Volga;
- una altra, que seguia la depressió del Kumà-Mànitx fins a la mar Càspia i després el riu Ural;
- i, la tercera, que abandonava totalment el Don, seguint la divisòria hidrogràfica del Gran Caucas fins a la mar Càspia.

La qüestió es tractà encara com una controvèrsia en la literatura geogràfica de la dècada de 1860. Douglas Freshfield defensà el límit de la divisòria del Caucas com la millor possible. La majoria de geògrafs de la Unió Soviètica també proposaven la frontera que anava al llarg de la divisòria del Caucas, que esdevingué la convenció estàndard del s. XX, tot i que el límit Kuma-Manych estigué en ús en alguns mapes del segle xx.

Antic mapa del món d'acord amb Anaximandre (s. VI ae). Només eren conegudes les parts d'Europa, Àsia i Àfrica adjacents a la Mediterrània i la mar Negra. El riu Phasis del Caucas s'imagina com a separació d'Europa i Àsia, mentre que el Nil separa Àsia d'Àfrica (Líbia)
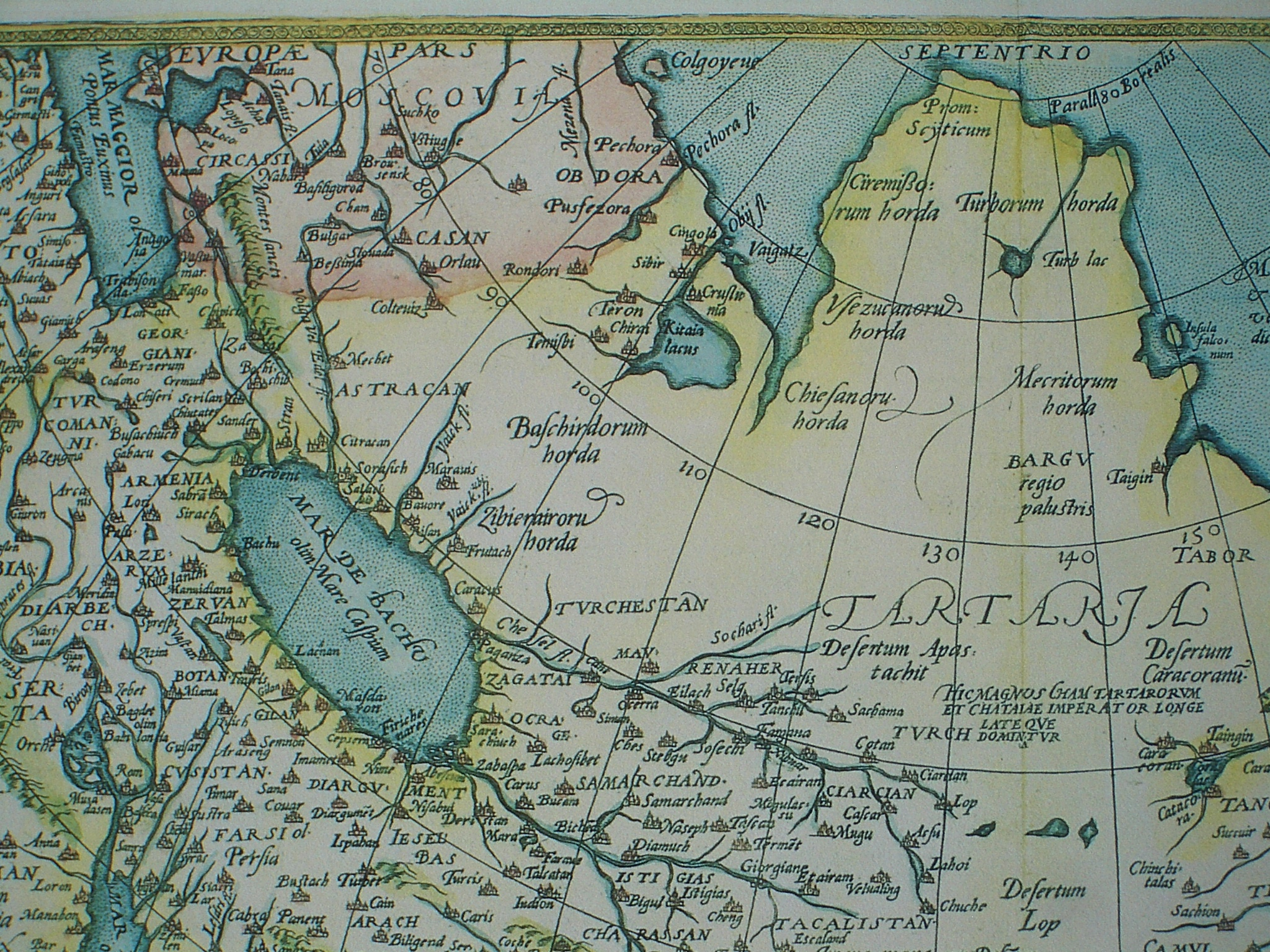
En aquest mapa de 1570 d'Àsia (Àsia Nova Descriptio), el riu Tànais s'usa com a frontera continental. Moscòvia es representa com “transcontinental”, amb una part asiàtica i altra europea (amb el rètol Europae pars)
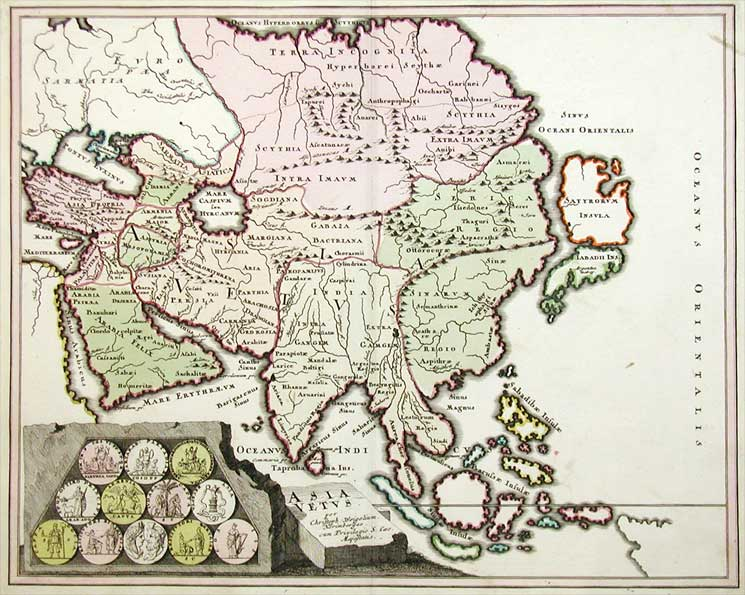
Aquest mapa de 1719 de l'“antiga Àsia” (Àsia Vetus) divideix Sarmàcia en Sarmatia Europea i Asiàtica. La frontera continental es dibuixa al llarg del riu Tànais (Don), el Volga i el Dvina del nord
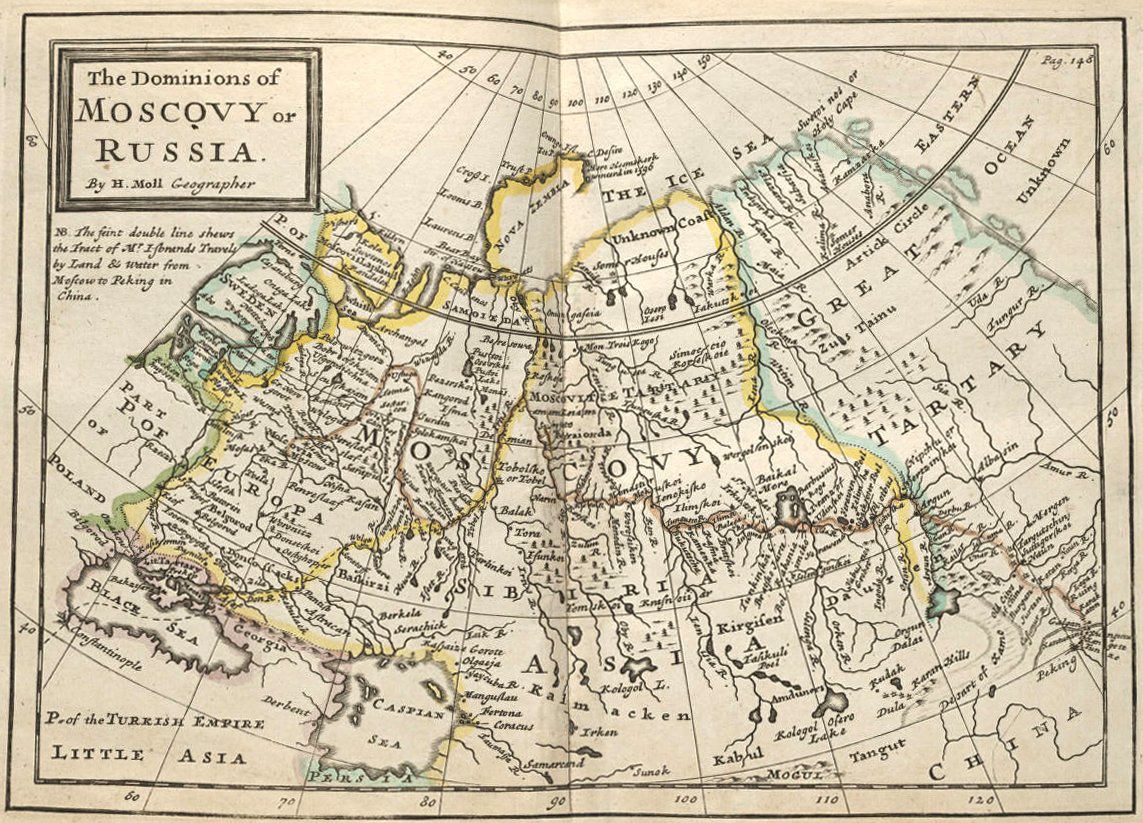
Hermann Moll (ca. 1715) dibuixa la frontera al llarg del Don, el Volga, tallant per terra des de Samara fins al Tobol, seguint el Baix Irtysh i l'Obi, i situa Nova Terra a Europa
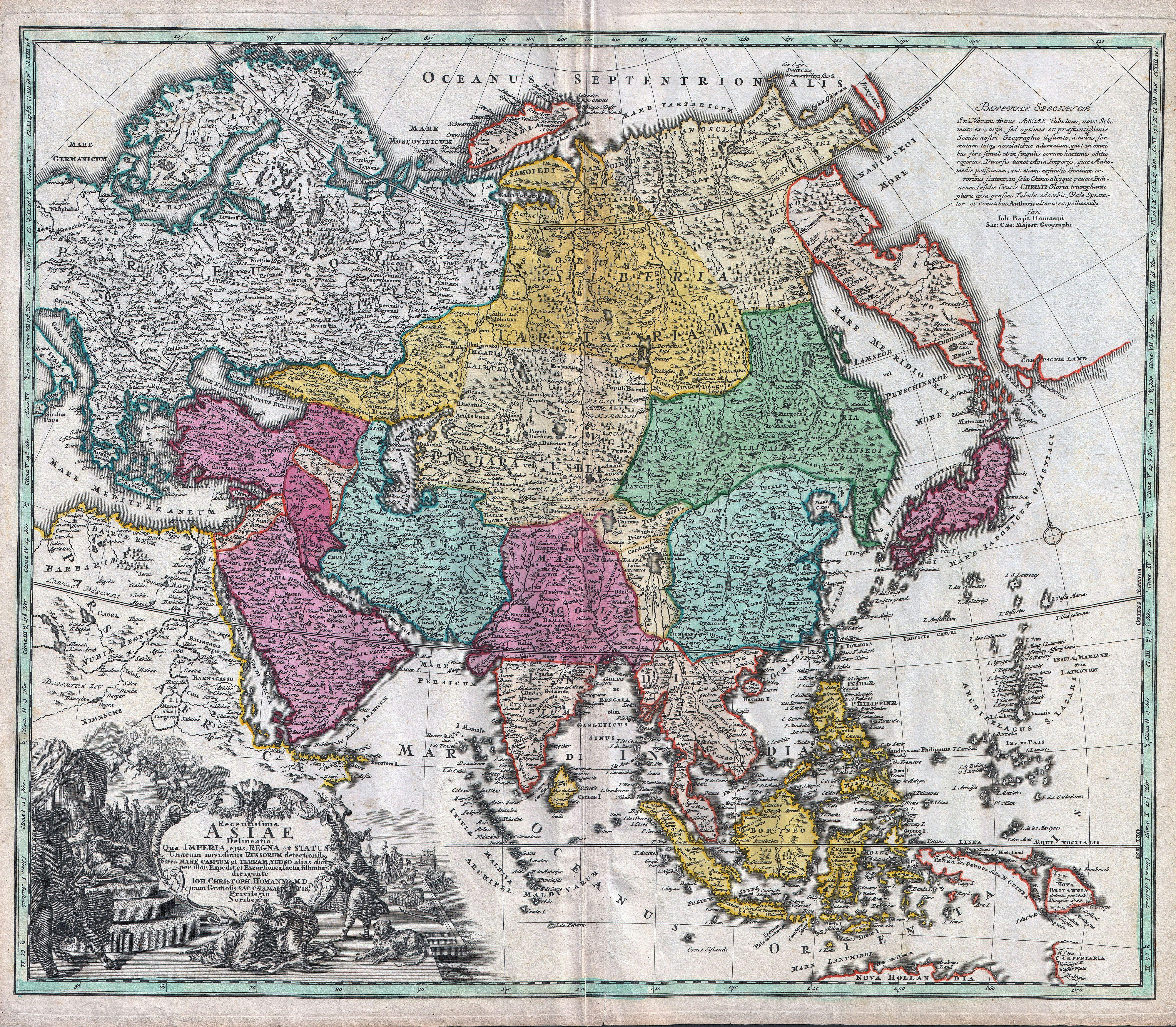
Un mapa alemany de 1730 realitzat per Johann Christoph Homann té un límit semblant al mostrat per Moll, però seguint tota la longitud de la corba de Samara i després travessant l'Irtysh directament, col·locant el Tobol i Tobolsk a Àsia
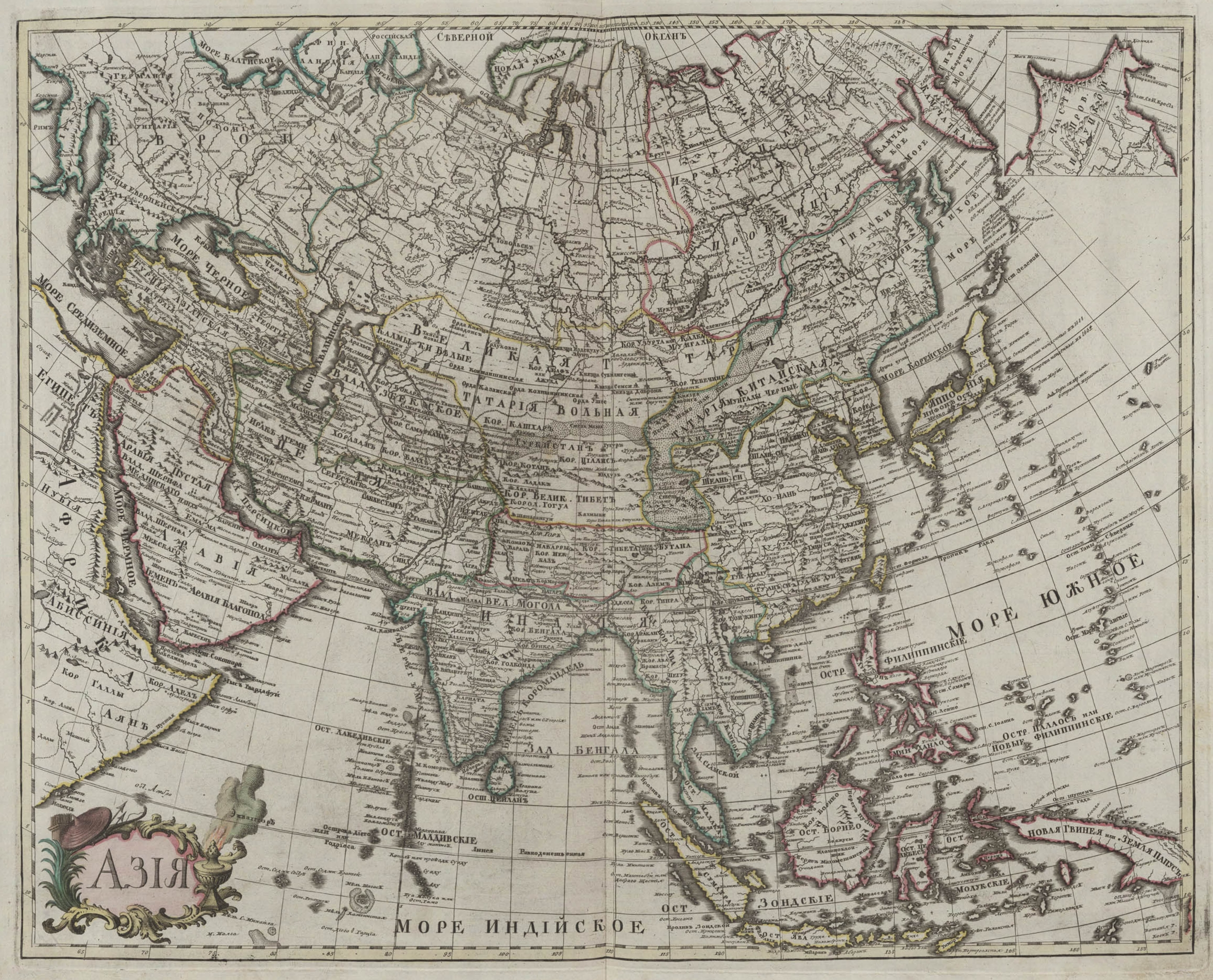
L'“Atles Acadèmic” de l'Imperi rus, publicat per l'Acadèmia de Ciències de Sant Petersburg el 1745, dibuixa la frontera al llarg del Don, però després segueix a l'oest del Volga fins a Arkhànguelsk
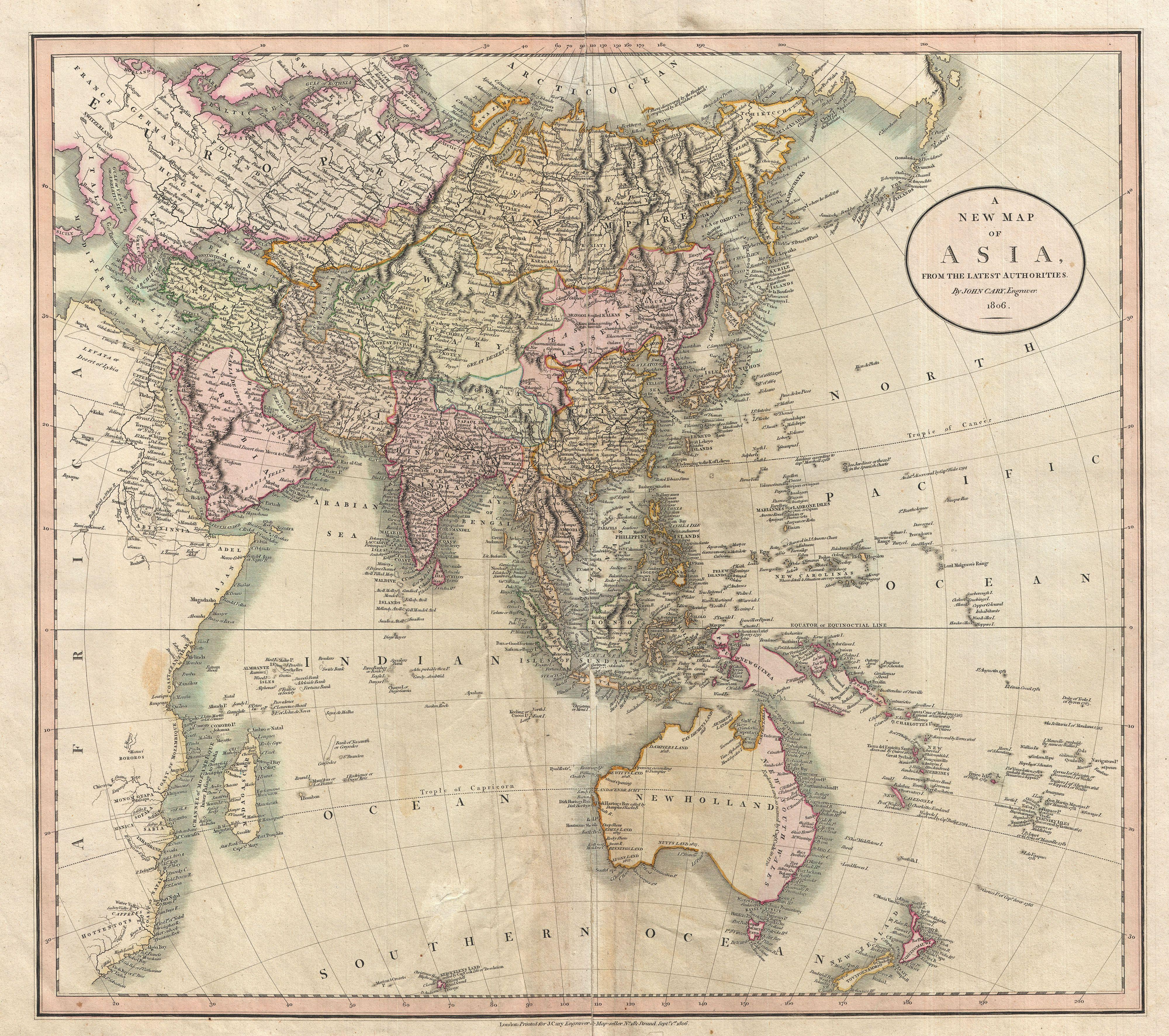
Mapa de 1806 d'Àsia de John Cary, amb la frontera al llarg del Don i el Volga fins a Samara, al nord de Perm, seguint després els Urals, i situant Nóvaia Zemlià a Àsia
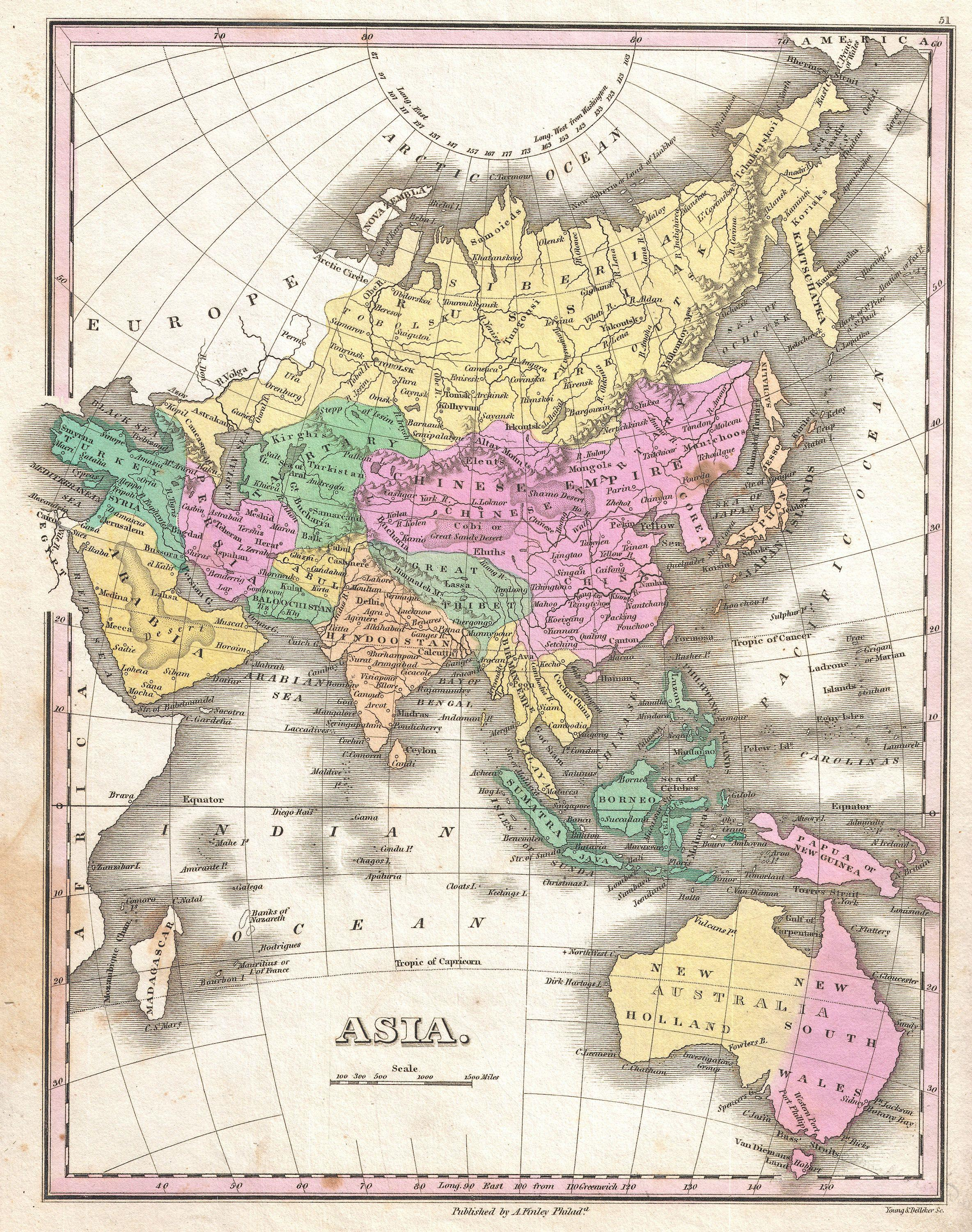
Mapa de 1827 d'Anthony Finley, que mostra els límits al llarg del Don, el Volga, passant entre Perm i Ufá, i en direcció nord per terra fins a la badia de Bajdaratskaya, al mar de Kara; situa Nova Terra a Europa
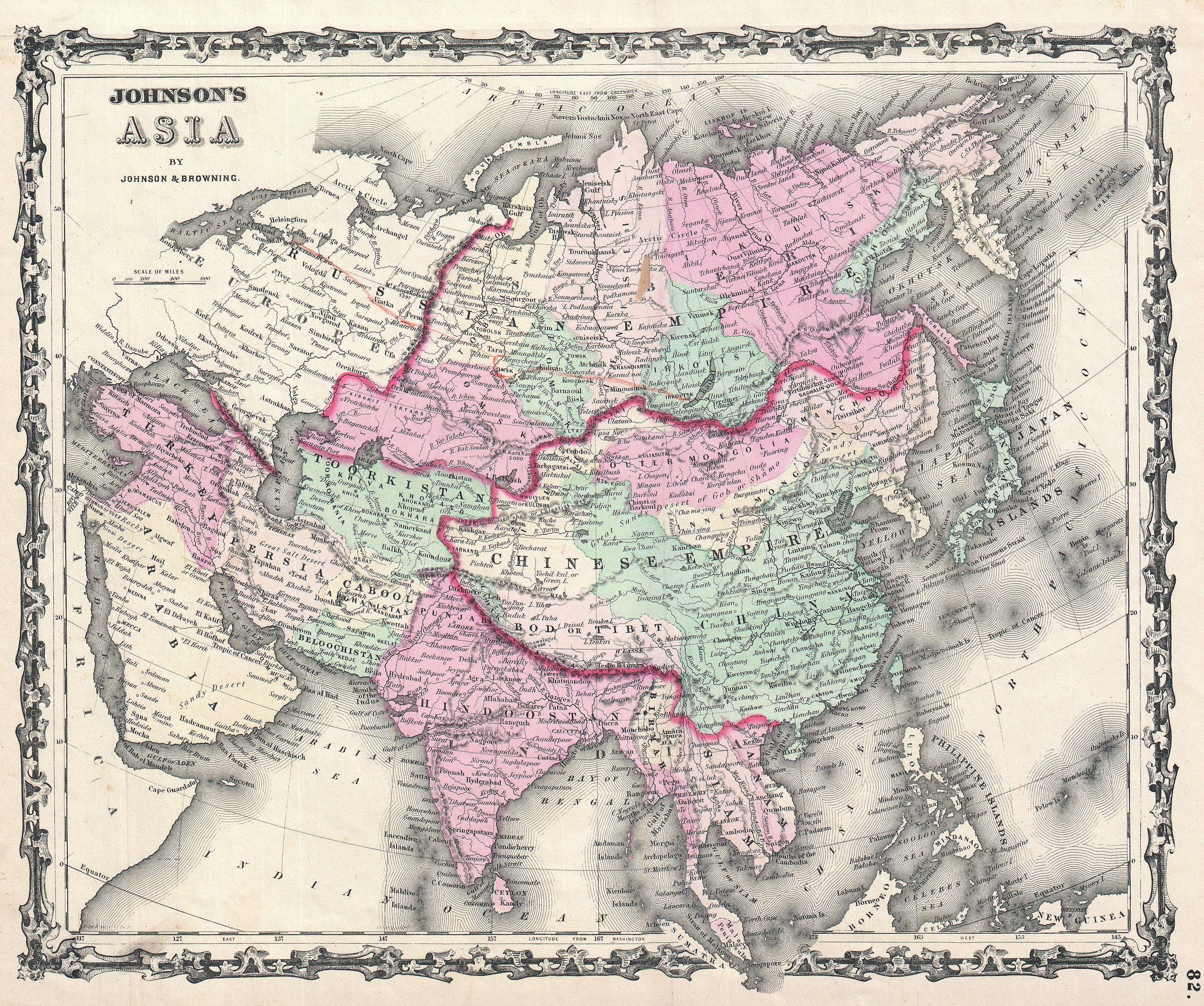
Mapa de 1861 d'A. J. Johnson, que il·lustra la convenció moderna: divisòria del Caucas, riu Ural i monts Urals
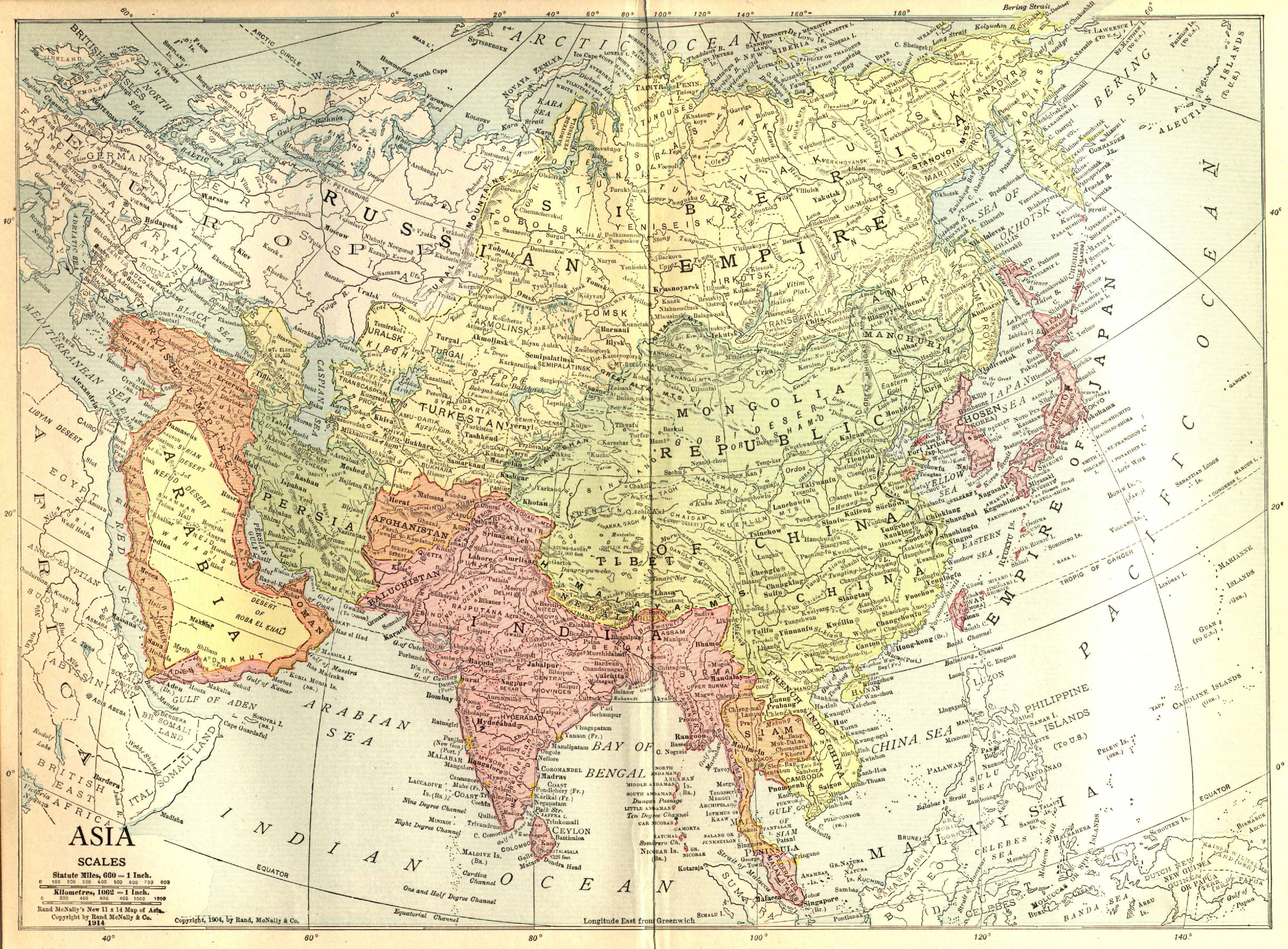
Mapa de 1914 que mostra la frontera al llarg del riu Mànitx i situa el krai de Stavropol a Àsia
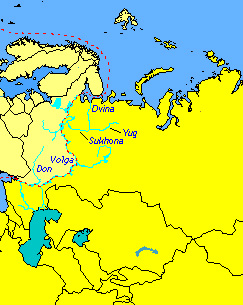
Miles Clark en el seu "circumnavigation of Europe" al límit clàssic al llarg dels rius Volga i Don

### Definició moderna

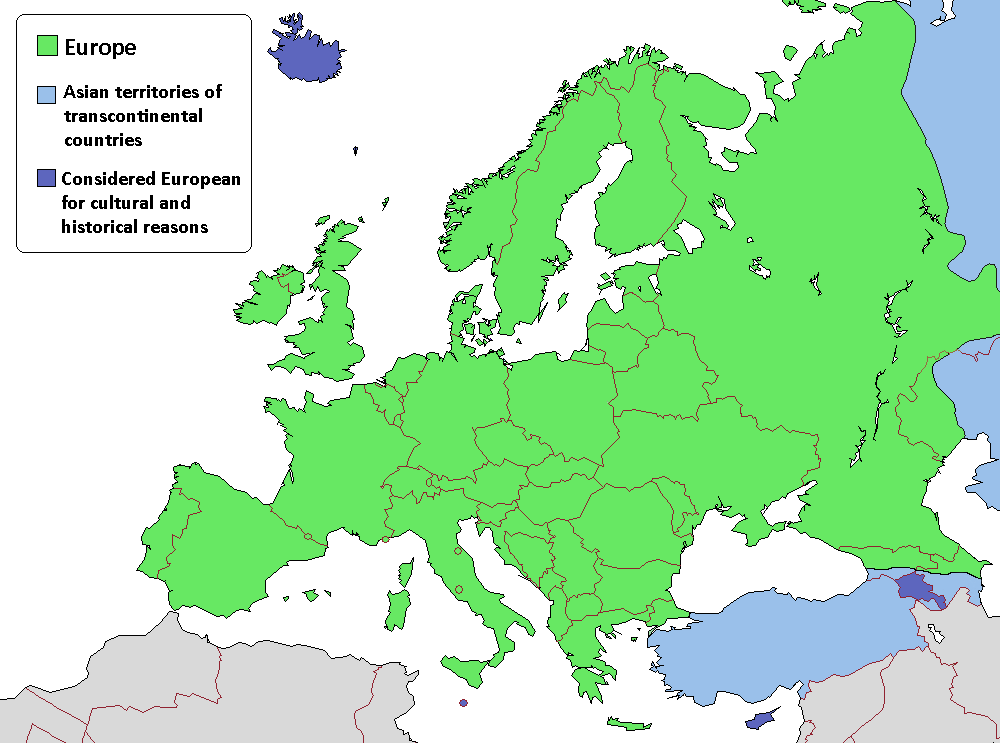
Estats a Europa
Estats transcontinentals en territori asiàtic
Estats considerats europeus por raons historicoculturals

La definició "moderna" del límit entre Europa i Àsia arrenca a la mar Egea i segueix els Dardanelos-mar de Màrmara-Bòsfor, la mar Negra, seguint la conca del Gran Caucas, la part nord-oest de la mar Càspia i al llarg dels Urals. Aquesta és la generalment cartografiada i llistada en molts atles, inclòs el de la National Geographic Society i és així com es descriu en el World Factbook.
Segons aquesta definició, les muntanyes de l'Alt Caucas formen part de la frontera entre Europa i Àsia. La muntanya Elbrús, que s'alça al nord de la divisòria d'aigües, estaria íntegrament situada a Europa, i seria el punt de més elevació del continent. El Baix Caucas estaria situat totalment a Àsia segons aquest criteri.
D'acord amb aquesta definició, tant Geòrgia com Azerbaidjan tenen la major part del territori a Àsia, tot i que cadascun d'aquests estats té una petita part de la frontera nord al nord de la conca del Gran Caucas i, per tant, a Europa. Aquests estats, juntament amb Armènia, tenen una tendència sociocultural a proclamar-se europeus, malgrat que els tres solen quedar fora de les llistes d'estats europeus i són inclosos en les dels asiàtics.
Rússia i Turquia són estats transcontinentals, amb territori a Europa i Àsia. Mentre que Rússia és històricament un estat d'Europa amb una llarga història de conquestes imperials a Àsia, la situació de Turquia és la inversa, com la d'un estat asiàtic, amb conquestes imperials a Europa.
Kazakhstan és també un estat transcontinental segons aquesta definició —les províncies del Kazakhstan occidental i d'Atirau s'estenen a banda i banda del riu Ural— tot i que es considera un estat centreasiàtic que s'estén fins a Europa.
La ciutat turca d'Istanbul es troba en tots dos costats del Bòsfor, la qual cosa en fa una ciutat transcontinental.

### Altres fronteres modernes amb menor acceptació

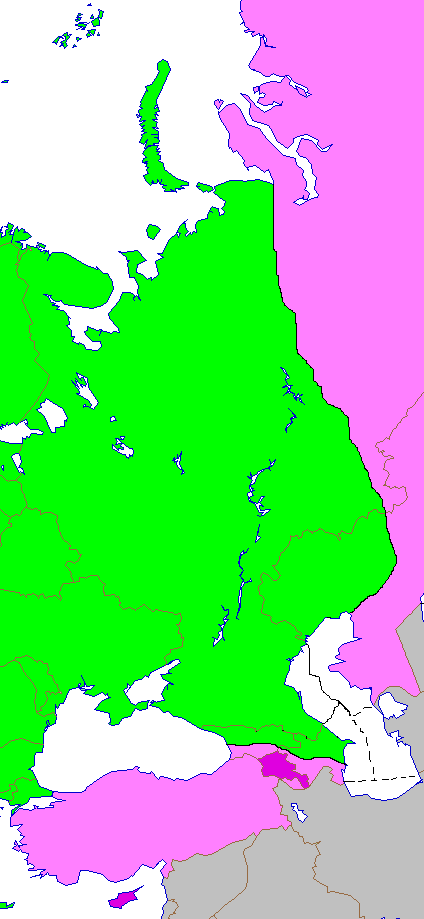
Verd: estats (o part d'estats) europeus.
Rosa: zones asiàtiques d'estats parcialment europeus.
Rosa fosc: estats sociopolíticament europeus.
Gris: estats asiàtics

Encara continuen utilitzant-se altres límits entre Europa i Àsia, com:
- la depressió del Kumà-Mànitx (més precisament, el riu Mànitx, el canal Kumà-Mànitx i el riu Kumà) és oficialment considerada com la frontera continental a Rússia i altres estats i continuen citant-la, menys sovint, com un possible límit natural en fonts contemporànies. Segons aquesta definició russa, la frontera entre Europa i Àsia passa per les muntanyes Mugodzhar, segueix cap al sud al llarg del riu Emba fins a la mar Càspia i després continua fins a la mar Negra al llarg de la depressió del Kumà-Mànitx. Aquesta definició de Strahlenberg la usaven ja els geògrafs russos des de mitjan s. XVIII, i la recomanava oficialment en llibres de text la Societat Geogràfica de la URSS el 1958. Aquesta definició també és prou comuna en regions germanes. Situa tots els estats del Caucas, incloent Geòrgia, Azerbaidjan i les repúbliques caucàsiques de Txetxènia i Daguestan, totalment a Àsia.[8]
- la definició meso-Caucàsica, que defineix la frontera entre les mars Càspia i Negra així: la frontera passa entre l'Alt Caucas i el Baix Caucas i està definida pel riu Rioni i el curs baix del riu Kura (tot i que aquesta frontera és pobrament definida entre tots dos rius). Aquesta definició deixa gran part de Geòrgia i Azerbaidjan a Europa.
- la divisió política russa: pren com a referència els seus subjectes federals, així:
  - al costat europeu, de nord a sud: Districte Autònom de Nenètsia, república de Komi, krai de Perm, república de Baixkíria i óblast d'Orenburg;
  - al costat asiàtic, de nord a sud: Iamàlia, Districte Autònom Khanti-Mansi, óblast de Sverdlovsk i óblast de Txeliàbinsk.

Hi ha altres formes de definir els límits entre Europa i Àsia que deriven d'algunes de les definicions polítiques que realitzen alguns organismes, com:
- la Divisió d'Estadística de Nacions Unides, que llista els estats transcontinentals en el continent on tenen la majoria de la població:[9]
  - Rússia és llistada com a part de l'Europa de l'Est;
  - Kazakhstan és llistat com a part de l'Àsia central;
  - Azerbaidjan, Geòrgia, Turquia i Xipre són llistats com a part d'Àsia Occidental.
- el Consell d'Europa, en l'estatut en què en recull els membres, inclou com a membres a la Federació de Rússia, Armènia, Geòrgia, Azerbaidjan, Turquia i Xipre. Encara que Kazakhstan no n'és membre, se li concedeix el dret de demanar-ne la plena adhesió.[10][11]

Turquia, malgrat tenir només un 3% de la superfície a Europa, ha estat membre del Consell d'Europa des del 1949 i un candidat oficial a formar part de la Unió Europea des del 2005. Armènia, Geòrgia i l'Azerbaidjan, estats geogràficament asiàtics (tot i que Azerbaidjan i Geòrgia tinguen part del territori a Europa), també s'han adherit al Consell d'Europa. Les Illes Egees del Nord i l'arxipèlag del Dodecanés es troben a la costa de Turquia asiàtica (en la plataforma continental asiàtica), però políticament són part de Grècia, un país europeu.
Les illes russes de Vaigatx i Nova Terra, que s'estenen cap al nord des de l'extrem septentrional dels Urals, es poden considerar una continuació d'aquesta serralada que s'endinsa en l'oceà Glacial Àrtic. Aquestes illes separen la mar de Barentsz, europea, de la mar de Kara, asiàtica, i es poden considerar part d'Europa o Àsia. Encara que Nova Terra es considerà tant a Europa com a Àsia en els mapes del s. XIX, ara se sol considerar part d'Europa, i és el límit continental considerat per unir-se l'oceà Àrtic al llarg de la riba sud del mar de Kara. Els mapes d'aquest article les representen com a part d'Europa. La Terra de Francesc Josep, un important arxipèlag rus a l'Àrtic situat més al nord, també s'associa a Europa. Totes aquestes illes àrtiques són part del subjecte federal russoeuropeu de l'óblast d'Arkhànguelsk.

## Límit entre Àfrica i Europa

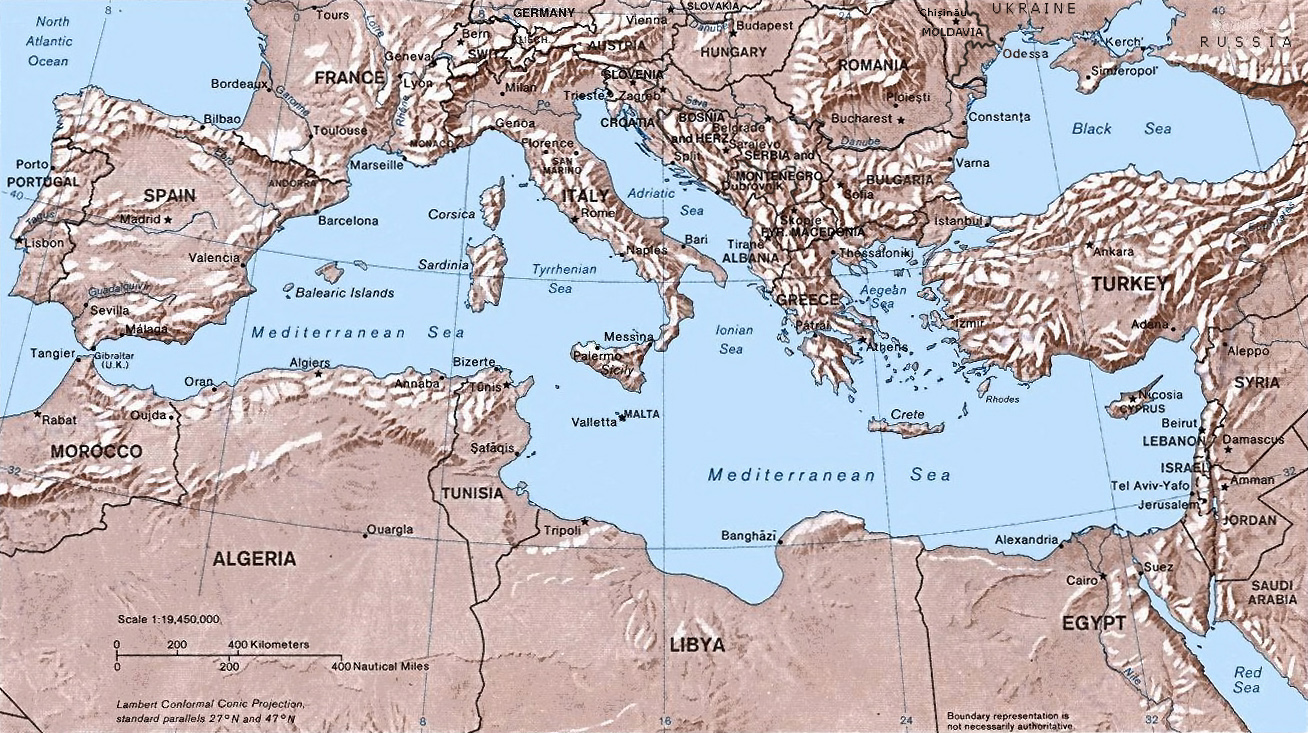
La mar Mediterrània

Els continents europeu i africà no són contigus, i la delineació entre ells és una qüestió de quines illes han d'associar-se a quin continent. Al punt més proper, el Marroc i la part europea de l'estat espanyol estan separats per sols 13 km.
Les illes Açores de Portugal a l'Atlàntic són a 1.368 km d'Europa i a 1.507 km d'Àfrica, i se solen agrupar amb Europa. Per contra, les Illes Canàries i Madeira (incloses les Illes Desertes i les Salvatges), enfront de la costa atlàntica del Marroc, hi són molt més a prop i solen agrupar-se amb Àfrica (les Illes Canàries són a sols 100 km de la costa d'Àfrica al punt més proper, mentre que Madeira està a 520 km d'Àfrica i 1.000 km d'Europa). Aquests arxipèlags són dins l'estat espanyol o Portugal i políticament són part d'Europa. Els enclavaments espanyols de Ceuta i Melilla en territori africà, així com les places de sobirania, són també políticament part d'Europa, però geogràficament són part indiscutida d'Àfrica. Un únic illot espanyol, conegut com a illa Alborán, es troba discutiblement en la placa africana o en l'euroasiàtica, al mar d'Alborán, a 50 km al nord de la costa marroquina i a 90 km al sud de l'estat espanyol.
En geografia històrica, moltes de les més grans illes de la mar Mediterrània han estat més íntimament relacionades amb Àfrica que amb Europa o Àsia. L'antic Egipte dominava en moltes èpoques Xipre i en algun moment també Creta i Rodes. L'Imperi romà enquadrava Creta amb Cirenaica (en l'antiga Líbia). Les Illes Balears i la meitat de Sicília eren dirigides des de Cartago.
L'illa mediterrània de Malta és a 81 km de la costa de Sicília -una extensió cultural d'Europa en el cor de la Mediterrània-, molt més a prop que la distància de 288 km a la costa africana més propera. Tant Sicília com Malta són situades sobre una connexió a l'escorça continental de la placa tectònica africana coneguda com la plataforma siliciana-Tunisiana, amb Malta situada més propera a Sicília que a Àfrica. Les illes de Malta es formaren com punts elevats d'un istme entre Sicília i Àfrica del Nord que acabaren aïllades en pujar el nivell del mar després de l'última glaciació. Tot i que Malta i Sicília foren dirigides pels àrabs, els llaços històrics forjats com a conseqüència d'aquesta relació entre el continent africà i les illes es perdé fa molt temps; a Malta, però, es parla un dialecte de l'àrab influenciat fortament per l'italià.
La propera illa italiana de Lampedusa (illa principal de les Illes Pelàgiques) és a 207 km de Sicília i a sols 127 km de la costa africana. De manera semblant, Pantel·leria és a 100 km de Sicília i a sols 71 km de la costa africana en la conjunció entre la placa tectònica europea i l'africana: és una illa volcànica i, per tant, geogràficament, podria formar part d'Europa o d'Àfrica, tot i que siga políticament i culturalment europea, que és com la mostren els mapes.
Hi ha també nacions amb forts llaços culturals amb Europa, com els estats d'Àfrica septentrional localitzats a la riba sud de la Mediterrània —és a dir, el Marroc, Algèria, Tunísia, Líbia i Egipte— tot i que tenen llaços molt més forts amb el món àrab. A part d'això, la clara frontera que suposa la Mediterrània exclou aquestes nacions geogràficament. Hi ha un cert interés en alguns estats com Egipte, Palestina-Israel, el Marroc, Tunísia i Cap Verd per passar a formar part de la Unió Europea, però actualment la seua admissió com a socis no és permesa (el Marroc va sol·licitar-ne l'ingrés formalment però fou rebutjat per motius geogràfics).

## Límit entre Amèrica del Nord i Europa
Les fronteres entre Europa i Amèrica del Nord són més clares i fora de disputa, ja que tots dos continents ocupen costats oposats de l'Atlàntic nord. Les zones intermèdies de l'oceà manquen d'illes, tret del nord, on se situen Groenlàndia i Islàndia. Aquesta última juntament amb les Açores són protuberàncies de la dorsal oceànica Mesoatlàntica i estan habitades per diferents pobles europeus (escandinaus a Islàndia i portuguesos a les Açores), malgrat tenir àrees en la placa nord-americana. Groenlàndia es considera geogràficament com a americana i la majoria d'ascendència groenlandesa prové dels inuit, població indígena d'Amèrica del Nord. Les illes noruegues de l'Àrtic, Jan Mayen i Svalbard, estan associades a Europa, perquè són molt més properes a les seues costes que a les nord-americanes. Les Illes Britàniques són en la plataforma continental europea i durant l'edat de gel eren part del continent.
Les Illes Bermudes són una possessió del Regne Unit i són a 1.000 km a l'est de la part continental dels Estats Units, i de vegades s'agrupen amb Angloamèrica. Altres illes dependents del Regne Unit al Carib són Turks i Caicos, les Illes Caiman, Montserrat, Anguilla i les Verges Britàniques. Altres illes americanes que són territoris dependents d'estats europeus són les franceses Saint-Pierre i Miquelon -enfront de les costes de l'illa de Terranova-, Martinica, Guadalupe, Saint Barthélemy i Saint Martin al Carib nord. Dels Països Baixos depenen les illes que formaven les Antilles Neerlandeses a les Petites Antilles.
Hi ha estats fora de l'entorn europeu que tenen llaços culturals i històrics amb Europa com a conseqüència de la colonització i les migracions, com ara Estats Units, Canadà, i tots els estats d'Amèrica.

## Límit entre Àfrica i Àsia

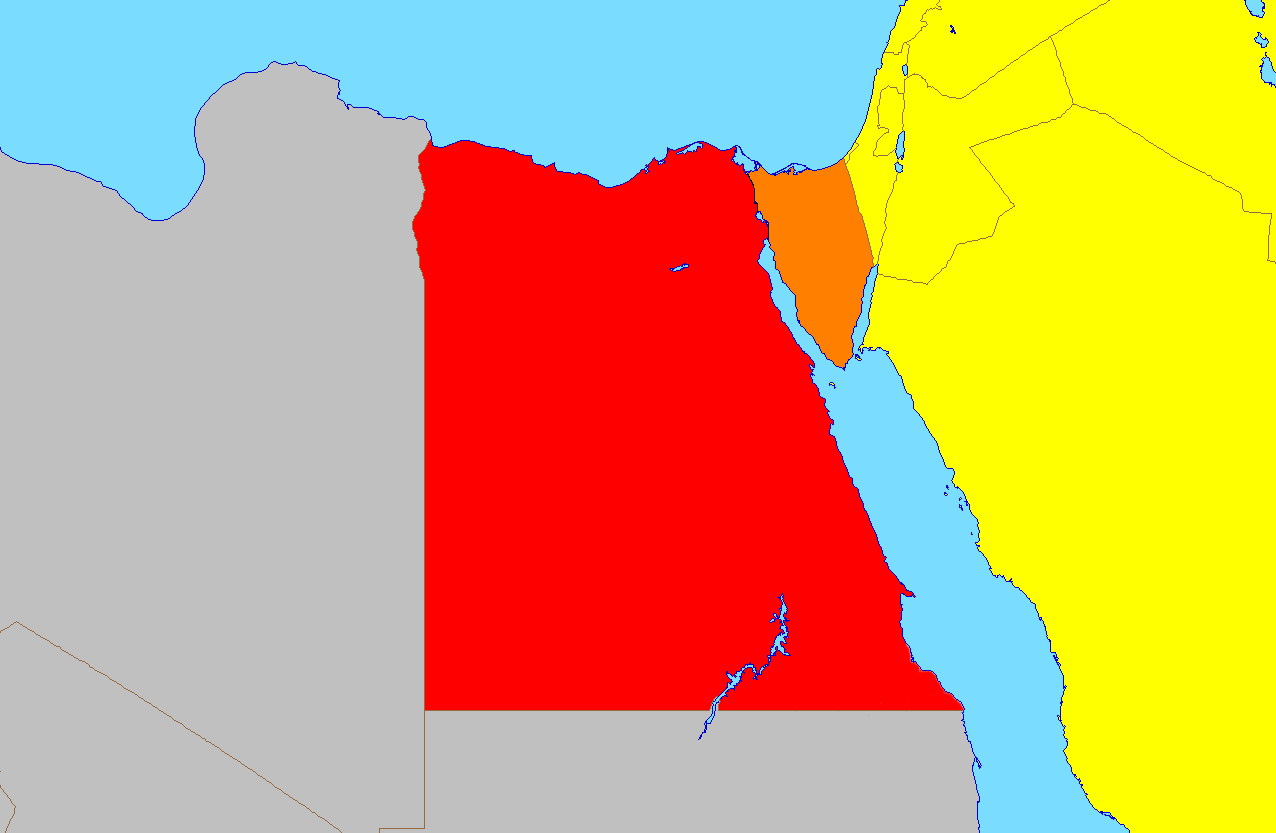
Groc: Àsia, Roig-gris: Àfrica

Històricament, en la geografia grecoromana, Àfrica significava l'antiga Líbia, i la seua extensió oriental es prenia al voltant de Marmàrica, en el Catabathmus Magnus (pas d'Halfaya), col·locant Egipte totalment a Àsia. La idea que Egipte és un país africà sembla desenvolupar-se cap a mitjan s. XIX. El terme Àfrica estava reservat clàssicament per al que hui es coneix com el Magrib, amb l'exclusió explícita d'Egipte, però amb les exploracions europees d'Àfrica la forma de la massa africana (i la inclusió "natural" d'Egipte en aquesta massa de terra) es feu normal.
Les fronteres geogràfiques naturals d'Àfrica són la mar Mediterrània, la mar Roja i el golf d'Aden. La línia habitual per dividir Àfrica d'Àsia hui és l'istme de Suez, la bretxa més estreta entre la Mediterrània i el golf de Suez, la ruta que segueix hui el canal de Suez, i menys sovint al golf d'Àqaba. Això fa que la península del Sinaí siga geogràficament asiàtica i que Egipte siga un estat transcontinental. Menys del 2% de la població egípcia viu al Sinaí i, per tant, Egipte, tot i que tècnicament transcontinental, se sol considerar un estat africà íntegrament i no en part asiàtic. Però quan es parla de la regió geopolítica d'Orient Mitjà i Àfrica del Nord, Egipte se sol agrupar amb els estats d'Àsia occidental com a part d'Orient Mitjà, mentre que el veí occidental d'Egipte, Líbia, s'agrupa amb els estats restants del nord d'Àfrica com el Magrib. Tots dos, però, són membres de la Lliga Àrab i de la Unió Africana. Segons criteris purament geològics, la línia de separació entre tots dos continents podria ser dibuixada al llarg de la falla de la vall del riu Jordà (i això faria que tant Palestina-Israel com el Líban i petites parts de Síria foren part d'Àfrica).
L'arxipèlag de Socotra al Iemen, geopolíticament es considera part d'Àsia; geogràficament, però, a voltes és considerat part d'Àfrica per la seua proximitat a la banya d'Àfrica i perquè es troba en la plataforma d'aquest continent.
Les Seychelles, Maurici i Comores són nacions insulars a l'oceà Índic associades a Àfrica. Mayotte, situada al canal de Moçambic entre Àfrica i Madagascar (també geogràficament part d'Àfrica) és sota administració francesa, com l'illa de la Reunió a l'est de Madagascar i algunes illes esparses de l'oceà Índic també associades a Àfrica.

## Límit entre Àfrica i Amèrica del Sud
Les fronteres entre Àfrica i Amèrica del Sud són clares i indiscutides, ja que els dos continents formen les costes oposades de l'oceà Atlàntic, les àrees interiors del qual estan quasi desproveïdes d'illes entre els continents. Les deshabitades possessions insulars brasileres d'arxipèlag de San Pedro i San Pablo i Trindade i Martim Vaz s'associen a Amèrica, mentre que les possessions insulars britàniques de Santa Helena, Tristan da Cunha i illa Gough s'associen a Àfrica.

## Límit entre Amèrica del Nord i Amèrica del Sud

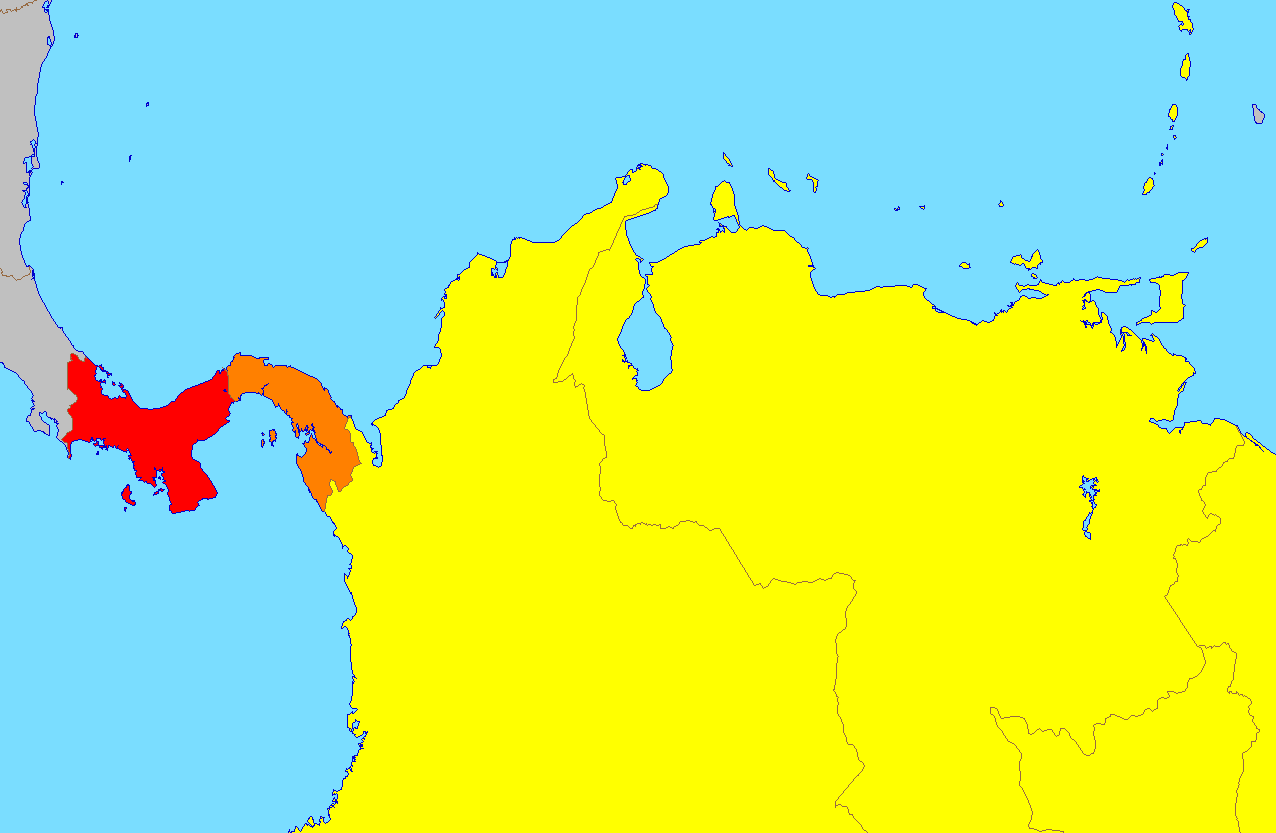
Groc: Sud-amèrica, roig-gris: Amèrica Central

En totes les cultures no germàniques d'Amèrica, és a dir, quasi tot el continent americà tret dels Estats Units, part del Canadà i gran part del Carib, Amèrica es considera un únic continent: abasta tota la massa terrestre entre Alaska i l'arxipèlag de Terra del Foc. Així, Amèrica del Nord, Centreamèrica, Antilles i Sud-amèrica es consideren regions de la gran massa continental. Per exemple els anells olímpics representen Amèrica amb un únic anell.
La frontera entre Amèrica del Nord i Amèrica del Sud es troba en un punt de l'istme de Panamà i s'ha traçat de diverses maneres. La demarcació més comuna en atles i altres fonts segueix la divisió de la zona muntanyenca del Darién al llarg de la frontera entre Colòmbia i Panamà, on l'istme es troba amb el continent sud-americà. Altres situen la divisió entre subcontinents al canal de Panamà, on Panamà té territori amb un marge en cada subcontinent. En un sentit geopolític (és a dir, no estrictament geofísic), Panamà s'inclou amb els altres estats d'Amèrica Central i pràcticament tots els atles mostren Panamà com un estat que es troba totalment dins d'Amèrica del Nord o Amèrica Central. La frontera entre Amèrica Central i del Sud s'ha traçat també (ocasionalment) entre Costa Rica i Panamà, o per altres línies en l'istme de Panamà.
Sovint, la majoria de les illes del mar Carib es consideren part d'Amèrica del Nord, però Aruba, Bonaire, Curaçao (illes ABC) i Trinitat i Tobago es troben en la plataforma continental d'Amèrica del Sud. D'altra banda, la veneçolana illa d'Aves i les colombianes San Andrés y Providencia es troben en la plataforma nord-americana. A més, les illes veneçolanes adjacents de Nueva Esparta i les illes de les dependències federals de Veneçuela poden considerar-se part del Carib en lloc de part d'Amèrica del Sud. La circumstància d'aquestes illes és semblant a la de les illes ABC, doncs tant les illes ABC com les veneçolanes estan en un rang equivalent des de la Veneçuela continental: aquestes terres veneçolanes podrien ser col·locades a Amèrica del Nord.
Des d'una perspectiva sociopolítica i cultural, Amèrica se sol dividir en Amèrica anglosaxona (Estats Units, Canadà, i els estats anglocaribenys) on preval l'anglés i Amèrica Llatina (Mèxic, Centreamèrica, la major part d'Amèrica del Sud, i alguns estats del Carib, com Cuba, Haití i República Dominicana, els dos últims formant part de la mateixa illa de Santo Domingo), on predominen llengües romàniques o derivades. A més, Guaiana s'agrupa a voltes amb la regió Carib juntament amb Belize i Bermudes. De vegades també el que alguns denominen geopolíticament Amèrica del Nord es limita als Estats Units, Canadà, i a voltes Bermudes.

## Límit entre Amèrica del Nord i Àsia
L'estret de Bering i el mar de Bering separen les masses terrestres d'Àsia i d'Amèrica del Nord, i formen la frontera internacional entre Rússia i Estats Units. Aquesta frontera separa les Illes Diomedes en l'estret de Bering: Diomedes Major a Rússia i Diomedes Menor als Estats Units. Aquestes dues illes estan separades per sols 4 km, i els seus habitants són família, però a l'inici de la guerra freda Stalin ordenà evacuar Diomedes Major.
Les Illes Aleutianes són una cadena d'illes d'Alaska que s'estén cap a l'oest des de la península d'Alaska cap a les Illes del Comandant russes i la península de Kamtxatka. La majoria d'elles estan associades al continent americà, llevant el més occidental grup de les Illes Near, que és sobre la plataforma continental asiàtica més enllà de la depressió de les Aleutianes Septentrionals i en poques ocasions es podrien associar a Àsia, la qual cosa permetria que l'estat d'Alaska es considerara un estat transcontinental.
L'illa de Sant Llorenç, al nord del mar de Bering, pertany a Alaska i pot associar-se a tots dos continents, però quasi sempre es considera part d'Amèrica del Nord, igual que les Illes Rat en la cadena de les Aleutianes. En els seus punts més propers, Alaska i Rússia se separen per sols 4 km.

## Límit entre Amèrica i Oceania
Oceania, en sentit ampli, abasta tota la regió insular entre Àsia i Amèrica. La definició més comuna n'exclou les Ryukyu, Kurils i l'arxipèlag del Japó, que pertanyen a Àsia, i les Illes Aleutianes, que pertanyen a Amèrica. Altres illes del Pacífic s'inclouen dins d'un o un altre continent segons se'n consideren criteris culturals o polítics.
Les illes Galápagos i l'illa de Malpelo, a l'oceà Pacífic oriental, són possessions d'Equador i de Colòmbia, respectivament, i estan relacionades amb Sud-amèrica. Les inhabitadas possessions franceses de l'illa Clipperton, a 600 milles de la costa mexicana, estan associades amb Amèrica del Nord. L'illa de Cocos pertany a Costa Rica.
L'illa de Pasqua, un territori xilé, és situada al Pacífic oriental i els seus antics habitants provenen de la Polinèsia, per la qual cosa es considera que és el punt més oriental d'Oceania, encara que políticament està associada a Amèrica del Sud. A més, Xile té les Illes Desventuradas i les Illes Juan Fernández, també situades al Pacífic oriental i a l'est de l'illa de Pasqua, però considerades sud-americanes.
Estats Units d'Amèrica controlen molts territoris a Oceania, inclòs l'estat de Hawaii i els territoris de Guam, les Illes Mariannes del Nord i Samoa Americana. Les illes hawaianes són a alguna distància de la major part de les illes d'Oceania, però estan culturalment molt més prop de la resta d'Oceania que d'Amèrica. Els pocs territoris dels Estats Units al Pacífic Nord (denominats en forma agrupada illes ultramarines) estan deshabitats, tret del personal itinerant de servei. Són agrupats moltes vegades al costat de la part continental dels Estats Units, dins el continent americà. Així el límit polític entre Oceania i Amèrica inclou a Hawaii i l'illa de Pasqua a Amèrica, mentre que el límit cultural les inclou com a part d'Oceania.

## Límit entre Àsia i Oceania

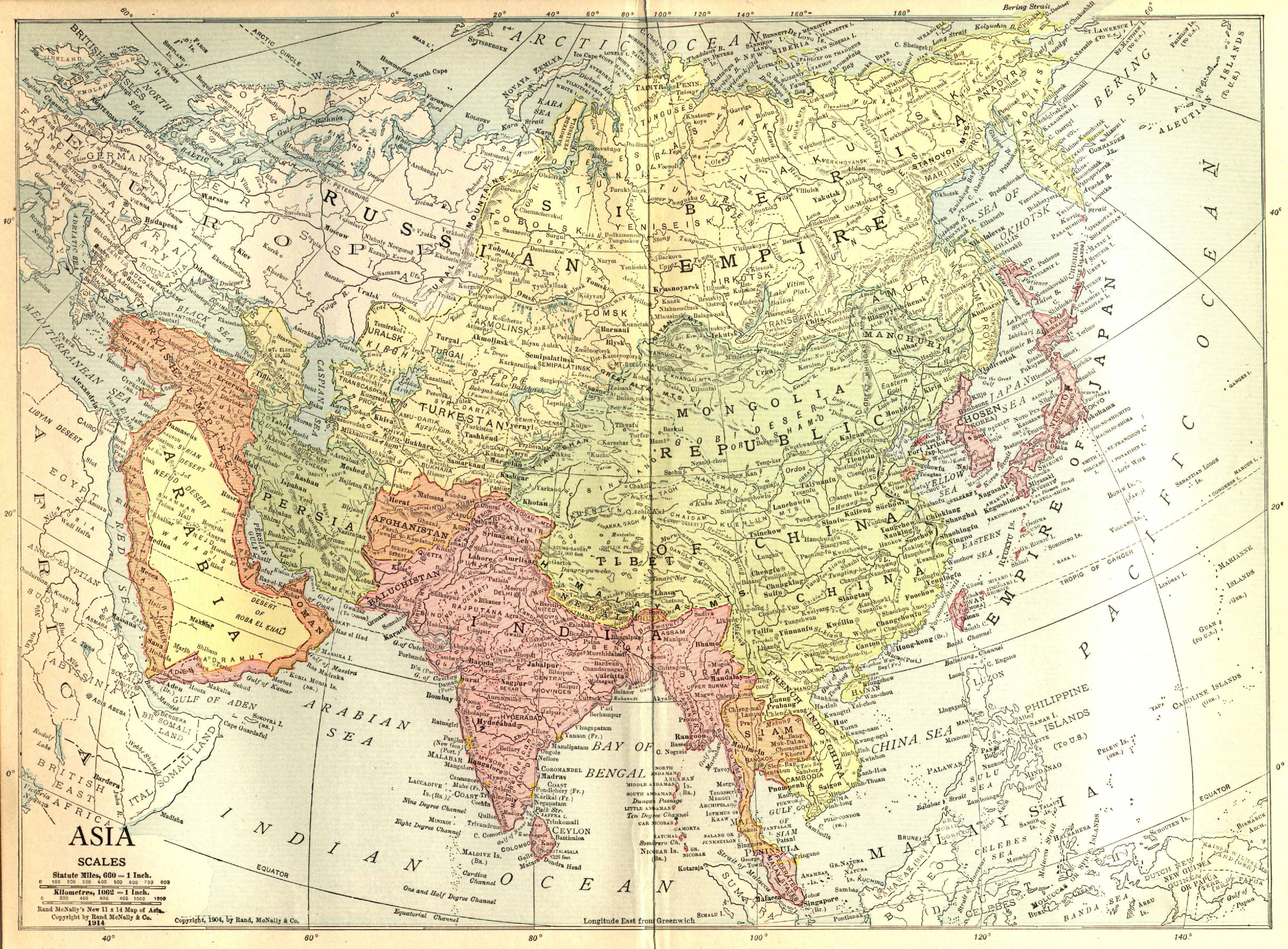
En aquest mapa de 1914 es constata que el límit entre Oceania i Àsia acceptat en aquell temps era l'establert per Jules Dumont d'Urville

Les línies Wallace, Weber i Lydekker, els tres límits biogeogràfics principals de Wallacea

Tot i que hi ha controvèrsia per definir el límit entre Àsia i Oceania, existeixen diferents criteris que han fet que se n'establisquen límits d'índole geogràfic, lingüístic, cultural i polític. Un corrent basat en criteris geogràfics, ètnics i lingüístics inclou Insulíndia (que políticament inclou Indonèsia, Filipines, Brunei, Timor oriental, Sabah i Sarawak) com a part d'Oceania, la qual cosa s'ha vist reflectit en alguns atles i en el popular joc de tauler Risk. La història d'aquesta frontera es remunta a quan es delimità per primera volta Oceania reconeixent-la com a continent el geògraf Jules Dumont d'Urville el 1831 en un article per a la revista científica de la Societat de Geografia de París, i establí el límit entre Àsia i Oceania als estrets de Malacca i Luzon, incloent en Oceania la totalitat de l'arxipèlag malai. El camp de la lingüística referma aquest límit perquè les llengües parlades a Melanèsia, Polinèsia, Micronèsia i Insulíndia estan tan emparentades que formen la subfamília lingüística malaiopolinèsia. Les recerques genètiques també corroboren aquest límit en demostrar l'estret llaç ètnic entre aquestes zones d'Oceania. Aquesta frontera era universalment acceptada fins a la Segona Guerra Mundial.
Un sector dels geògrafs i sobretot els biogeògrafs consideren que el límit entre Àsia i Oceania és la línia de Wallace, que defineix el límit biogeogràfic entre Àsia i Oceania, incloent així en Oceania les illes de Célebes, Sumba, Flores, Timor, Filipines, Nova Guinea, les Moluques i de la Sonda. Aquesta línia ha estat definida a partir d'evidència biogeogràfica.

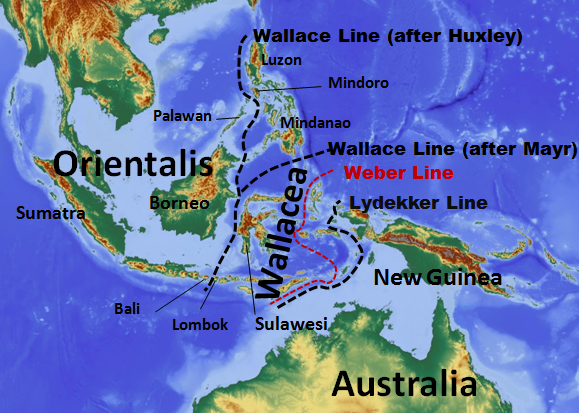
Les línies de Weber, Lydekker i Wallace, tres possibles fronteres per a Àsia i Oceania

La línia de Dumont n'indica el límit lingüístic i ètnic, i la línia de Weber el cultural. Aquesta varietat de límits concorden a incloure en Oceania gran part del territori situat dins la placa tectònica australiana que, a més d'Austràlia, inclou l'illa de Tasmània. Els arxipèlags situats a Micronèsia, Melanèsia i Polinèsia sempre s'inclouen en Oceania.
Fins fa poc per als geòlegs la frontera entre Oceania i Àsia era el límit entre la placa de la Sonda i l'australiana que coincidia amb la línia de Lydekker. Així, el territori de l'est d'Indonèsia situat dins de la placa australiana i constituït pel sud de Papua Occidental i altres illes més petites, geològicament són part d'Oceania. El descobriment recent, però, de noves plaques entre la placa indoaustraliana i la de la Sonda tals com la placa de Timor, la de Cap d'Ocell, la de les Moluques i la de Banda, ha tombat aquest argument.
La frontera política entre Àsia i Oceania està constituïda, segons molts experts, pel límit terrestre entre Indonèsia i Papua Nova Guinea i continua per la mar per la llinda marina entre Austràlia, Indonèsia i Timor Oriental, aquest darrer un estat independent que abans era part d'Indonèsia, se sol considerar part d'Oceania. En les fonts portugueses (Lello Universal i Enciclopédia Lusità-Brasilera) se situa Timor Oriental a Oceania. L'organització social de la població tribal és molt semblant a les societats d'Oceania. Les llengües parlades al territori són principalment austronèsies, el mateix grup que comprén les llengües de Nova Guinea, que es considera part de Melanèsia. Les Nacions Unides, però, el classifiquen com a part del bloc "Àsia sud-est". S'espera que s'unisca a l'Associació de Nacions del Sud-est Asiàtic (ASEAN) . En contrapartida, un altre sector d'experts considera que la frontera política entre Àsia i Oceania la constitueix el límit terrestre entre Malàisia i Tailàndia.
La frontera cultural d'Oceania és semblant a la primera opció de frontera política només que, a més, inclou tota l'illa de Nova Guinea, les illes Halmahera, Tall Ampat, Obi, Seram, Buru, Aru i altres de més petites, perquè aquest sector d'Indonèsia no comparteix la cultura malaia sinó que són de cultura melanèsia. Així la frontera cultural coincideix amb la línia de Melanèsia antropològica o la línia de Weber. La frontera cultural entre Àsia i Oceania és la més usada en l'actualitat.
El Japó posseeix les illes Ogasawara, que és un territori d'atols insulars dispersos situats a l'oceà Pacífic. Aquestes illes són a certa distància al sud-est de les principals illes japoneses: per açò i per la seua naturalesa tropical, a voltes se les considera part d'Oceania.
Austràlia inclou illes a Oceania i les illes més properes a Indonèsia que al continent australià.

## Límits de l'Antàrtida
L'Antàrtida i les seues illes circumdants no tenen població autòctona. Tots els territoris al sud dels 60°S de latitud són considerats en general terra nullius i el tractat Antàrtic deixà totes les disputes territorials en suspens. Tot i que les illes Geòrgies del Sud i Sandwich del Sud són més prop de l'Antàrtida, formen part de l'arc Scotia, la continuació submarina de la serralada dels Andes sud-americana. Estan associades políticament, però, a les Illes Malvines, que són més prop d'Amèrica del Sud i sobre la seua plataforma continental. A més, Argentina, un país sud-americà, les reclama. El límit de la plataforma continental separa els dos grups d'illes.
Aquestes illes i territoris subantàrtics, si bé estan situats al nord del paral·lel 60°, se solen associar a l'Antàrtida:
- Austràlia: illes Heard i McDonald i illa Macquarie
- França: illes Crozet, illa Amsterdam, illa de Sant Pau i Illes Kerguelen
- Nova Zelanda: Illes Antípodes, Illes Auckland i Illes Campbell (totes en disputa per la seua associació a Oceania o l'Antàrtida)
- Noruega: illa Bouvet
- Sud-àfrica: Illes del Príncep Eduard (en disputa per la seua associació a Àfrica o l'Antàrtida)
- En litigi entre l'Argentina i el Regne Unit: Illes Geòrgies del Sud i Sandwich del Sud

Les Illes Príncep Eduard es troben entre Àfrica i l'Antàrtida, i són territori de Sud-àfrica, un estat africà. L'australiana illa Macquarie i les de Nova Zelanda Antípodes, Auckland i l'illa Campbell, són entre estats d'Oceania i d'Austràlia, Nova Zelanda i l'Antàrtida.
Les Illes Heard i McDonald d'Austràlia i les illes franceses de Kerguelén són a l'altiplà de Kerguelén, a la placa continental antàrtica. Les illes franceses Crozet, Amsterdam, Sant Pau i l'illa noruega Bouvet també són a la placa continental antàrtica, i no solen associar-se amb altres continents.